# (791) Ani
(791) Ani est un astéroïde de la ceinture principale découvert par Grigori Néouïmine à Simeiz le 29 juin 1914.
Il est nommé d'après Ani, la capitale médiévale arménienne du royaume Bagratouni.